# 小查與寇弟的頂級遊輪生活
《小查與寇弟的頂級遊輪生活》（英語：The Suite Life on Deck）為美國情境喜劇，也是迪士尼原創影集《小查與寇弟的頂級生活》（The Suite Life of Zack And Cody）的續作及姊妹作，從2008年9月26號在迪士尼頻道開播，播至2011年5月6號完結，共計三季。

## 故事背景
故事發生於頂上飯店經理莫斯比接管的豪華郵輪──頂上超級號（SS Tipton/Steam Ship Tipton），以及設立於郵輪上的學校──七海中學（Seven Seas High）。在郵輪生活裡，雙胞胎查克與寇弟馬丁和酒店繼承人蘭小姐一行人來到七海中學就讀，且遇上新朋友──貝莉彭特；除了上學以外，也可以環遊全世界，並體驗異國文化以及各式各樣的趣事。環遊的地點不勝枚舉，如希臘、義大利、瑞典、英國等。
　　播放期間，迪士尼頻道更是在2011年3月25號推出電影版——《頂級生活電影版》（直譯）/《小查與寇弟的頂級冒險》（台）/《双子星大冒险》（中）（The Suite Life Movie）。同年5月6號播放四十分鐘特別完結篇《郵輪畢業典禮》（"Graduation on Deck"），並且正式宣布結束拍攝，而後在《迪士尼XD》頻道（Disney XD）重播全部集數。本劇是美國迪士尼頻道原創戲劇裡第二部有姊妹作的影集，第一部是從《天才魔女》（That's So Raven）延伸而來的《柯瑞當家》（Cory in the House）。

## 角色

### 主要角色
- [5]「查克」·馬丁（Zachary "Zack" Martin）（迪倫·史普洛茲飾）（台灣配音：林芳雪（前兩季）/徐偉翔（第三季））

雙胞胎哥哥，比弟弟年長10分鐘（生於1992年6月30日6:30）。喜歡搗蛋的小男孩，經常無意中惹出麻煩。喜歡和其他女生打情罵俏，第三季時與瑪雅交往。在“"A London Carol”中提及未來仍與弟弟與弟媳同住。
- 寇弟·馬丁（Cody Martin）（寇爾·史普洛茲飾）（台灣配音：林美秀（前兩季）/鈕凱暘（第三季））

雙胞胎弟弟（生於1992年6月30日6:40），是個用功有原則且講究紀律的好學生，不過也會加入查克的搗蛋計畫。目標是成為第一個到達太空的醫生和律師。
- （Bailey Pickett）（黛比·蕾恩飾）（台灣配音：高幼帆）

來自堪薩斯州玉米花鎮（Kettlecorn，虛構）的鄉村女孩，原先住在一個農場，因討厭這個小鎮而決定離家。因像寇弟一樣較普通的穿著和嚴謹聰明形象，看起來是個完美的女孩。因學校女孩名額已滿，所以她登船時假裝是個男孩，以便在船上能找到一個房間。最後當第一集結尾人們發現她是女孩時被莫斯比安排和蘭小姐同住一房。蘭小姐起初試圖賄賂她離開但頻頻失敗，不過兩人還是成了最好的摯友兼死對頭，然而蘭小姐往往以嘲笑她為樂。雙胞胎在剛開始時都對她很迷戀，但當他們了解到她的往事後，查克放棄追求讓寇弟勇敢的追求她，查克聲稱她“背著太多的包袱”。然而寇弟在第一季多次嘗試吸引貝莉（甚至擬定「6個月計畫」），但直到交叉集〈孟漢娜與魔法師的頂級遊輪生活〉（Wizards on Deck with Hannah Montana）才正式成為情侶。由於在巴黎的誤會，他們最終在第二季結局中結束戀愛關係，但在第三季結束時，他們承認自己仍然彼此相愛後又重新回到了一起。在“A London Carol”中提及兩人未來會正式結婚。
- （London Tipton，通稱蘭小姐）（宋布蘭飾）（台灣配音：丘梅君）

頂上企業（Tipton Industries）老闆威佛德·頂上（Wilfred Tipton）親獨生女兼唯一繼承人。往往有天真無知的形象與極度自我中心的個性，雖外表一絲不苟並常表現出自私、陰暗、討人厭、被寵壞、容易相信的姿態，但實際上據莫斯比所述內心其實也很和善溫暖，並關心朋友（即使到最後仍分不清查克和寇弟的區別），只是長年父親不在身旁的孤寂而逐漸變得高傲冷漠。她在本劇中最初以為是在船上度假，但其實是在父親授意下被莫斯比愚弄騙登船，同時並不住高級套房，而是普通船艙。因父親希望她能進入現實世界，所以她得到了七海高中錄取。蘭小姐起初不情願接受貝莉作為室友，並多次試圖像賄賂前室友帕德瑪一樣地以同樣方法讓貝莉離開，後來兩人雖不停鬥嘴但還是成為了好朋友。前作中蘭小姐住在頂上飯店時，似乎住在自己的泡沫裡。而在本劇中已越來越意識到現實世界。當她高興時會出現招牌動作——邊拍手邊說「我最棒」（Yay Me!）。
- 馬立安·莫斯比（Mr. Marion Moseby）（菲爾·路易斯飾）（台灣配音：夏治世）

頂上號經理，個性嚴謹且有領導力。還精通各國語言、唱歌和跳舞。常常因查克和寇弟而頭大。在結局中向艾瑪求婚，兩人正式在一起。郵輪於紐約靠港拆除後成為紐約頂上飯店經理，並於《小潔的保姆日記》第4季第5集客串，為小潔開示。
- ·立特（Marcus Little）（道格·肖（Doc Shaw）飾）

（第30-55集）前歌手小立特（Lil'Little），與查克同房。

### 經常出現的角色
| 演員                    | 角色            | 譯名                             | 季數 | 情節 |
| ----------------------- | --------------- | -------------------------------- | ---- | --- |
| Matthew Timmons         | Woody Fink      | 伍迪·芬克                        | 1–3  | 寇弟室友，為人十分邋遢。 |
| Erin Cardillo           | Emma Tutweiller | （台灣配音：謝佼娟）             | 1–3  | 七海高中老師，在結局中接受莫斯比求婚，兩人正式在一起。                                                                             |
| Windell D. Middlebrooks | Kirby Morris    | （台灣配音：夏治世）             | 1–3  | 游輪警衛 身材十分肥胖 |
| Rachael Kathryn Bell    | Addison         | 艾迪森 （台灣配音：李直平）      | 1–3  | 伍迪女友，個性非常傻氣天真。 |
| 柔伊·德區               | Maya Bennett    | 瑪雅·班奈特 （台灣配音：李直平） | 3    | 查克女友，也是他唯一真心相愛的女生。剛開始因深知查克風流史故而排斥，最後因看到他誠意才接受。結局時移民查德，令查克得知後萬分傷心。 |

### 特殊登場來賓
- 凱莉·馬丁（Carey Martin）（金·羅茲飾）（Kim Rhodes）（台灣配音：李直平）

(1-1: "The Suite Life Sets Sail", 1: "Mom and Dad on Deck", 3: "Trouble in Tokyo", 3: "Graduation on Deck")
- 麥蒂·費茲派屈克（Maddie Fitzpatrick）（艾希莉·提斯代爾飾）（台灣配音：謝佼娟）

(1-13: "Maddie on Deck")
- 麥莉·史都華（Miley Ray Stewart）/孟漢娜（Hannah Montana）（麥莉·希拉飾）（台灣配音：雷碧文）

(1-21: "Double-Crossed")
- 莉莉·特斯卡（Lilly Truscott）/蘿拉·盧那柯（Lola Luftangle）（艾蜜莉·奧斯蒙飾）（台灣配音：丘梅君）

(1-21: "Double-Crossed")
- 艾莉絲·魯索（Alex Russo）（賽琳娜·戈梅茲飾）（台灣配音：楊凱凱）

(1-21: "Double-Crossed")
- 賈斯汀·魯索（Justin Russo）（大衛·亨利飾）（台灣配音：柳超堅）

(1-21: "Double-Crossed")
- 麥斯·魯索（Max Russo）（傑克·奧斯汀飾）（台灣配音：鈕凱暘）

(1-21: "Double-Crossed")
- Jordin Sparks: Herself (2: "Crossing Jordin")
- Kathie Lee Gifford: Cindy (2: "Model Behavior")
- （Rome Tipton）（喬治·武井飾）

蘭小姐後裔（稱她為「祖奶奶」（great-great-great-great-great-grandmother））(2-26: "Starship Tipton")
- Sean Kingston: Himself (3: "Party On!")
- Dwight Howard: Dwight Moseby Howard (3: "Twister, Part 1")
- Deron Williams: Himself (3: "Twister, Part 1")
- Kevin Love: Himself (3: "Twister, Part 1")
- Hutch Dano: Moose (1: "Mulch Ado About Nothing", 3: "Twister, Part 2")
- John Michael Higgins: 威佛德·頂上（Wilfred Tipton）(3: "Twister, Part 3")

蘭小姐父親，頂上企業（Tipton Industries）老闆。
- Jennifer Tisdale: Connie Fitzpatrick (1: "Flowers and Chocolate", 1:"Cruisin For A Bruisin")
- Cody Kennedy as Mischa (3: "Das Boots")

### 知名客串來賓
- 阿文·霍考瑟/（Arwin Quentin Hochauser/Milos Hawkakapolis）（布萊恩·斯泰潘內克飾演）（台灣配音：姜先誠）

到船上發明一些機具，結尾參與查克和寇弟畢業典禮。(1: "It's All Greek To Me", 3: "Computer Date", 3: "Graduation on Deck")
- Brittany Curran: Chelsea Brimmer (1: "Flowers and Chocolate")
- Sophie Oda: 芭芭拉(Barbara Brownstein)(1: "Flowers and Chocolate")
- Charlie Stewart: 巴布(Bob) (1: "Flowers and Chocolate")
- Jennifer Tisdale: Connie the Activities Coordinator (1: "Flowers and Chocolate", 1: "Cruisin' for a Bruisin")
- Jacopo Sarno: Luca (1: "When in Rome...")
- Robert Torti: 柯特·馬丁(Kurt Martin)（台灣配音：于正昌）(1: "Mom and Dad on Deck", 3: "Graduation on Deck")

查克和寇弟父親。
- Justin Kredible: Armando the Magician (2: "Ala-ka-scram!")
- Elizabeth Sung: Khun Yai (2: "Family Thais")
- Ed Begley, Jr.: Mayor Ragnar (2: "The Swede Life")
- 艾斯特班·雷米亞（Adrian R'Mante飾演）（台灣配音：柳超堅）

本劇升格飯店夜間經理，此次登船目的是與未婚妻法蘭西絲卡結婚。(2: "Mother of the Groom")
- Charo: 雷米亞夫人(Señora Ramírez)（台灣配音：謝佼娟）(2: "Mother of the Groom")

艾斯特班母親，原先極不喜歡法蘭西絲卡。最後在蘭小姐和貝莉協助開導下釋懷，並歡欣祝福兒媳。
- Kurt Warner: Himself (2: "Any Given Fantasy")
- Charles Shaughnessy: Constable (2: "Rollin' With the Holmies")
- Camilla and Rebecca Rosso:潔西卡和珍妮絲 (Jessica and Janice)(2: "Model Behavior")
- Matthew Willig: The Genie (2: "Rock the Kasbah")
- Andy Richter: Brother Theodore (3: "The Silent Treatment")
- Lisa K. Wyatt: Frankie (3: "Bon Voyage", "Graduation on Deck;")
- Fabio Lanzoni: Captain Hawk (3: "Senior Ditch Day")
- Brian Posehn: Dr. Cork (3: "Frozen")
- Dwight Howard: Himself (3: "Twister, Part 1")
- Deron Williams: Himself (3: "Twister, Part 1'")
- Kevin Love: Himself (3: "Twister, Part 1'")
- Michael Ralph: Sergeant Pepper (3: "Twister: Part 3")

## 註解
1. ↑  台版播送時無歌曲字幕，此譯名出自中版網路字幕組
2. ↑  https://web.archive.org/web/20080804065844/http://www.dcmedianet.com/web/showpage/showpage.aspx?program_id=3117282&type=lead
3. ↑  第2季26集〈星艦頂上號〉（Starship Tipton）

## 外部連結
- 小查與寇弟的頂級遊輪生活台版官方網站
- 小查與寇弟的頂級生活台版官方網站
- The Suite Life on Deck wikia （页面存档备份，存于）